# Gmina Srbac
Gmina Srbac (serb. Општина Србац / Opština Srbac) – gmina w Bośni i Hercegowinie, w Republice Serbskiej. W 2013 roku liczyła 16 933 mieszkańców.